# Разоружение бенгальской пехоты в Джеламе и Равалпинди
В ходе восстания сипаев 1857 года (также известного как Индийское восстание) командир 24-го пехотного полка отправил колонну войск в Равалпинди и Джелам, чтобы они разоружили отряды Бенгальской туземной пехоты. В Равалпинди 58-й полк бенгальской туземной пехоты сложил оружие без сопротивления, но две роты 14-го полка бенгальской туземной пехоты оказали вооружённое сопротивление. Они были быстро разгромлены британцами, верными туземными частями и местным населением. В это время разоружение в Джеламе, где квартировал 14-й полк, столкнулось с большим сопротивлением. 35 британских солдат из 24-го полка (позднее заслужившего славу под Роркс-дрифт) и множество бойцов верных туземных сил были убиты мятежными сипаями 14-го полка или умерли от ран. Когда сипаи поняли что их, за исключением сикхов, разоружат, они взбунтовались и оказали яростное сопротивление войскам, прибывшим из Равалпинди, чтобы разоружить их. Этой ночью большому числу мятежников удалось бежать на территорию Кашмира, но большинство из них было впоследствии арестованы тамошними властями,
Хотя большому числу восставших удалось бежать они не смогли переправиться через реку, поскольку пенджабская полиция захватила лодки  и выставила посты на основных бродах. Некоторым мятежникам удалось найти несколько маленьких лодок, но большинство из них было схвачено мултани, патрулировавшими дальний берег реки или другими силами, расположенными ниже по течению. Из 600 человек 14-го полка бенгальской туземной лёгкой пехоты находившихся в Джеламе сотня сикхов осталась верными королеве, 150 погибли в бою, 180 были взяты в плен силами Британии или Ост-индской компании а 150 были арестованы кашмирскими властями и выданы британцам, 50 человек пропали без вести. В результате боёв в Джеламе и Равалпинди 14-й полк бенгальской туземной пехоты прекратил существование как военная часть.

## Предыстория
Индийский мятеж или Индийское восстание 1857 года подняли индуисты из  армии Британской Ост-Индской компании, находившейся в Бенгальском президентстве. Британцы считали, что мятежом руководили мусульмане из вышеупомянутой армии. 
Британская Ост-Индская компания для удобства управления разделяла свои владения в Индии на три президентства, каждое из них обладало собственной армией. Самой большой из них была армия Бенгальского президентства. В отличие от армий двух других президентств она набиралась в основном из индуистов, принадлежащих к высшим кастам и сравнительно зажиточных мусульман. Мусульмане составляли большинство в 18 иррегулярных кавалерийских полках Бенгальской армии а индуисты в основном составляли большинство в 84 регулярных пехотных и кавалерийских полках. Поэтому на сипаев в значительной степени влияли заботы землевладельцев и членов традиционного индийского общества. В первые годы правления Компании руководство терпело и даже поощряло соблюдение кастовых обычаев и привилегий в рядах Бенгальской армии, солдаты которой набирались исключительно из землевладельцев-брахманов и раджпутов из Бихара и Авадха, такие солдаты назывались пурбиями. Но с 1840 года правящий режим начал изменять свою политику, сипаи со своим высоким религиозным положением очень болезненно воспринимали предположения, что их касты могут быть осквернены.      
Сипаи также постепенно разочаровывались в других аспектах армейской жизни. Их плата была сравнительно низкой, а после аннексии Ауда и Пенджаба солдаты перестали получать доплату (батта или бхатта) за службу в этих областях, поскольку служба больше не рассматривалась как «зарубежные миссии». Младшие европейские офицеры все больше отдалялись от своих солдат, во многих случаях обращаясь с ними как с представителями низшей расы. В 1856 году Компания ввела новый закон о вербовке, который теоретически обязывал любое подразделение Бенгальской армии служить за границей. Хотя предполагалось, что закон будет применяться только к новым рекрутам, сипаи находившиеся на службе опасались что закон задним числом будет применён и к ним. Индуисты из высших каст, перевозившиеся на борту деревянных кораблей (военных транспортов) в стеснённых условиях не могли готовить еду для себя на собственном очаге и соответственно рисковали потерять положение в касте из-за ритуального осквернения.     
Поводом для начала мятежа послужило введение Ост-индской компанией новых патронов для винтовок, они были покрыты жиром, по слухам – животным жиром, в основном говяжьим или свиным. Чтобы вскрыть патрон, солдат должен был взять его в рот. Коровы считаются священными животными для индуистов, а свиньи – нечистыми животными для мусульман. Эти слухи привели солдат в ярость, в некоторых частях начались случаи открытого неповиновения, в итоге в Мееруте и Дели  вспыхнул кровавый мятеж.

## Разоружение войск в Равалпинди
Поcле открытого мятежа некоторых подразделений и распространения беспорядков было принято решение разоружить некоторые бенгальские подразделения, которые, как считалось, могли взбунтоваться. Такая политика не была всеобщей  в армии Ост-Индской компании. По-видимому, решение о том, разоружать подразделения или нет, принималось в каждом конкретном случае на местном уровне. В некоторых случаях попытки разоружить подразделения провалились как было в Бенаресе и Аллахабаде, что также привело к местным мятежам. В результате приказы разоружить другие бенгальские туземные подразделения выполнялись с гораздо большей секретностью.
Чтобы не допустить предупреждения бенгальской туземной пехоты в Джеламе или Равалпинди было решено разоружить оба гарнизона одновременно. 1 июля 1857 года был отряжён отряд под командованием подполковника Чарльза Эллиса состоящий из трёх рот 24-го пехотного полка (скорее отряда регулярной британской армии, чем отряд Ост-Индской компании) всего из 260 человек, трёх орудий из роты капитана Кука бенгальской конной артиллерии и 150 человек из полицейского батальона Миллера (индийская часть). Отряду было приказано идти в Равалпинди, имея запечатанный приказ. По дороге к ним присоединился отряд новобранцев из Мултани под командованием лейтенанта Линда. Никто из офицеров не знал о целях похода, многие полагали, что их отправят в Дели.  
Наутро 7 июля гарнизон Равалпинди был построен на плацу, якобы чтобы объявить текущие приказы. Гарнизон в это время состоял из другой половины 24-го пехотного полка и оставшейся части роты Кука бенгальской конной артиллерии с отделениями конной полиции капитана Миллера, 58-го полка бенгальской туземной пехоты и двух рот из 14-го полка бенгальской туземной пехоты. В ходе объявления текущих приказов бригадный генерал Кэмпбелл из Королевской артиллерии и командующий гарнизоном отдал приказы о разоружении двух отрядов бенгальской туземной пехоты. Британские офицеры этих частей ничего не знали о приказе. В то время как 58-й полк подчинился приказу две роты 14-го полка взялись за оружие и отступили с боем, преследуемые конной полицией. Те мятежники из двух роты которые ушли в город были позднее схвачены местными жителями и их головы были на следующий день доставлены горожанами в гарнизон. 

## Разоружение войск в Джеламе
Наутро 6 июля отряд подполковника Чарльза Эллиса достиг Динаха в дне марша от Джелама, где он должен быть вскрыть запечатанный пакет с приказом. Прочитав приказ Эллис отправил половину кавалеристов мултани  впереди колонны, приказав им переправиться через реку, пройти низиной так чтобы избежать обнаружения и прикрыть фланг отряда. Затем он сам поехал в Джелам, где встретился с подполковником Джерардом, командиром 14-го полка бенгальской туземной пехоты чтобы договориться о взаимодействии с отрядом Эллиса во время действий следующим утром.    
На следующий день 7 июля рано утром, в то время как разоружали гарнизон Равалпинди оставшаяся часть конного отряда мултани при трёх орудиях роты капитана Кука бенгальской конной артиллерии заняли позиции справа от военного городка Джелама тем самым перерезав линии снабжения. Спустя некоторые время пехота 24-го полка вышла в поле и начала строиться в линию. 14-й полк бенгальской туземной пехоты уже построился в колонну на плацу, причём военнослужащие- сикхи выстроились с одной стороны. Земетив приближающиеся британские войска, солдаты 14-го полка поняли, что их будут разоружать, и начали заряжать оружие, готовясь к бою. Европейские офицеры 14-го полка полка стали увещевать солдат и уговаривать их сложить оружие но безуспешно. Как только сикхи и европейские офицеры осознали опасность, в которой оказались, они ринулись к отряду 24-го полка как раз в тот момент когда солдаты 14-г полка стали по ним стрелять.       
Мятежники начали разворачиваться в оборонительный порядок и перегородили дорогу в гарнизон, но в это момент на них обрушилась кавалерия мултани под командованием лейтенанта Линда. Коннице удалось нанести мятежникам значительные потери, но под Линдом была убита лошадь, а солдаты 14-го полка успели построиться в плотную оборонительную позицию, и кавалерия не смогла продолжить атаку. В течение десяти минут мултани потеряли 9 человек убитыми, 28 ранеными и 60 лошадей убитыми. Пехота мултани и полицейский батальон Миллера при поддержке оружий бенгальской конной артиллерии присоединились к атаке кавалерии но возникла патовая ситуация.
Эллис собрал 50 человек из 24-го пехотного полка и повёл их на штурм вражеской позиции, надеясь прорваться через мятежный квартал. Несмотря на то что Эллис выбыл из строя в ходе атаки, получив ранения в шею и ногу, мятежники из 14-го полка бенгальской туземной пехоты отступили в соседний лагерь 39-го полка бенгальской туземной пехоты. После того как артиллерийский снаряд угодил в пороховой склад, что вызвало взрыв мятежники отступили и с этой позиции. Около 300 мятежников сбежало к близлежащей деревне Саемли, где они организовали новые позиции.   
Во время затишья солдаты 24-го полка обшарили столовую и склады 39-го полка бенгальской туземной пехоты где хранился алкоголь. После длительного марша солдатам было трудно воздержаться, на короткий период был утерян порядок. Только солдаты из Бенгальской конной артиллерии и мултани сохраняли дисциплину и продолжали наблюдать за противником.  
Когда Эллис восстановился достаточно чтобы принять командование порядок был восстановлен и он отдал приказ о новом наступлении. Конная полиция и конница мултани были передвинуты на левый край деревни, чтобы не дать мятежникам ускользнуть. Орудия были выдвинуты ближе к деревне, чтобы приступить к обстрелу картечью. Однако орудия оказались так близко, что мятежники успешно укрывались за деревенскими строениями, а артиллеристы стали нести тяжёлые потери от огня противника. Капитан Макферсон из 24-го полка попытался поднять людей в штыковую атаку, но был вынужден отступить.       
Боеприпасы стали заканчиваться а артиллерия понесла тяжёлые потери в людях и лошадях поэтому Эллис отдал приказ к отступлению. Лошадей не хватало, одно из орудий было повреждено, британцы не смогли его утащить, мятежники захватили его и столкнули в реку. Поскольку время было позднее, было принято решение выставить пикеты, дождаться утра и утром атаковать снова. По мере развития событий сообщения о них докладывались по телеграфу в Равалпинди. На замену раненому Эллису был отправлен офицер в звании полковника, а также небольшая колонна солдат из 24-го полка под командованием лейтенанта Холланда.
Наутро британцы, собираясь начать наступление, обнаружили, что оставшиеся мятежники из 14-го полка бенгальской туземной пехоты ночью покинули позиции и сбежали.

## Послесловие

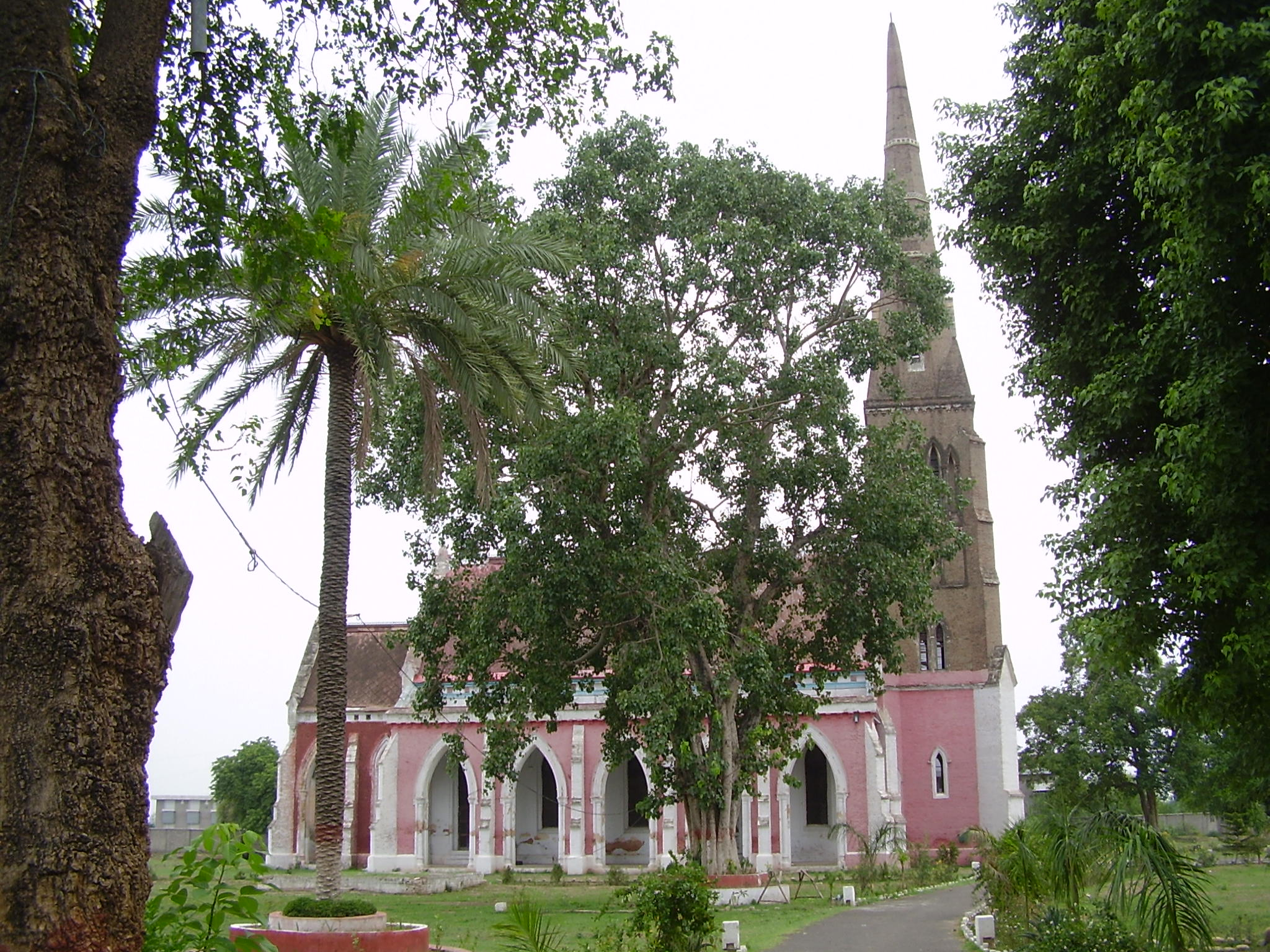
Церковь св. Иоанна в Джеламе, Пакистан

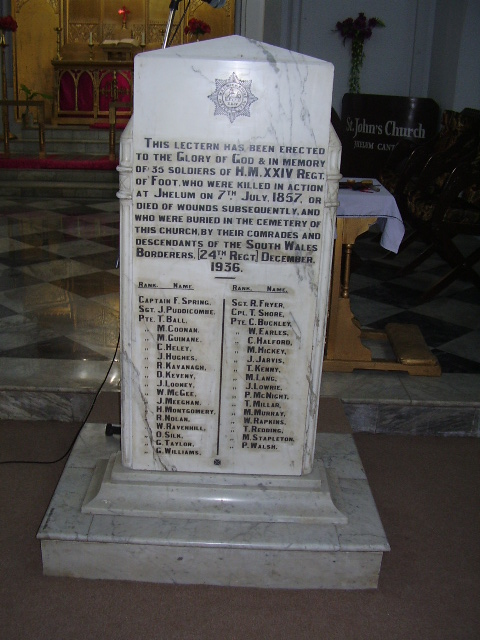
Мраморная кафедра церкви св. Иоанна в Джеламе со списком из 35 британских солдат, погбших в Джеламе.

Подполковник Эллис был упомянут в депешах, получил медаль Индийского восстания и стал компаньоном ордена Бани 1 января 1858 года.
Первоначальный успех 14-й полка бенгальской туземной пехоты способствовал распространению волн мятежа по региону и вспышкам бунта в соседних гарнизонах.
Солдат бенгальской конной артиллерии Уильям Коннолли находившийся в отряде из Равалпинди на разоружение мятежников был награждён Крестом Виктории за действия в ходе боя в Джеламе 7 июля 1857 года.  
Участник мятежа в Джеламе Мирза Дилдар Бэг, также известный как Хаки Шах, схваченный вместе с уцелевшими мятежниками кашмирскими властями и повешенный у реки Джелам был прославлен индийскими националистами. Его могила находится в святилище в Джелум Дилдарнагаре, а небольшой город в Уттар-Прадеше также назван в его честь.
На мраморной кафедре церкви св. Иоанна в Джеламе (ныне кантон Джелам, Пакистан), есть список 35 солдат 24-го пехотнога полка, погибших в ходе подавления мятежа. В спиские есть капитан Фрэнсис Спринг, старший сын полковника Уильяма Спринга. Эта протестантская церковь была построена в 1860 году. В течение 40 лет она была закрыта, после ремонта является достопримечательностью города.